# شهرستان نورفک (ماساچوست)
شهرستان نورفک، ماساچوست (به انگلیسی: Norfolk County, Massachusetts) شهرستانی در ایالت ماساچوست در ایالات متحده آمریکا میباشد.

## خصوصیات
شهرستان نورفک ۱٬۱۴۹٫۹۶ کیلومترمربع مساحت دارد.